# STABEX
Le Stabex ou Fonds de stabilisation des recettes d'exportation sur les produits agricoles, est un système de compensations financières pour stabiliser les recettes à l'exportation des pays ACP (Pays d'Afrique, Caraïbes et Pacifique). Il fut introduit en 1975 par la convention de Lomé et fut aboli en 2000 lors de la signature des Accords de Cotonou.
Le but de ce système était de remédier aux effets désastreux sur les économies en développement des pays ACP des instabilités des prix des matières agricoles et donc des recettes à l'exportation pour ces pays.